# Las Matas de Farfán
Las Matas de Farfán ist eine Gemeinde in der Dominikanischen Republik. Sie ist eine von vier Gemeinden der Provinz San Juan und hat 23.161 Einwohner (Zensus 2010) in der städtischen Siedlung. In der gesamten Gemeinde Las Matas de Farfán leben 42.385 Einwohner.

## Gliederung
Die Gemeinde Las Matas de Farfán gliedert sich in drei Bezirke:
- Las Matas de Farfán
- Matayaya
- Carrera de Yeguas

## Geschichte
Die Gemeinde wurde von Brigadier José Solano y Bote und Isidro Peralta Rojas im Jahr 1780 gegründet, als José Solano Gouverneur der Insel Hispaniola war.
Die ersten Siedler in diesem Dorf waren spanischer, deutscher, holländischer und haitianischer Herkunft. Während dieser Zeit war das Gebiet eine Brücke für kommerzielle Aktivitäten zwischen Haiti und dem Rest der Insel. Zur Zeit der haitianischen Besatzung von 1822 bis 1844 hieß die Siedlung Las-Mathas.